# 玄証
玄証（げんしょう、久安2年（1146年）- 元久元年（1204年）?）は、平安時代末期から鎌倉時代前期にかけての真言宗の僧。号は閑観房。没年については元久元年（1204年）とされるが、建永元年（1206年）ごろまで生きていたようである。

## 略歴
覚鑁の付法弟子である大乗房証印および醍醐寺範果から真言密教を学んだ。高野山月上院に住した。
建久4年（1193年）、宜秋門院の安産祈願を行い、伝灯大法師位に叙せられた。
多くの密教に関する図像・経典類を書写して収集しており、京都高山寺に数多く残されている。